# Muscle Shoals (Alabama)
Muscle Shoals é uma cidade localizada no estado americano do Alabama, no Condado de Colbert.

## Demografia
Segundo o censo americano de 2000, a sua população era de 11.924 habitantes.
Em 2006, foi estimada uma população de 12.703, um aumento de 779 (6.5%).

## Geografia
De acordo com o United States Census Bureau, a localidade tem uma área de 31,5 km², sem área coberta por água.

## Localidades na vizinhança
O diagrama seguinte representa as localidades num raio de 16 km ao redor de Muscle Shoals.